# Karl Leonhard Reinhold
Karl Leonhard Reinhold (26. října 1757 Vídeň – 10. dubna 1823 Kiel) byl rakouský filosof, popularizátor Kantovy filosofie.

## Život a dílo
Ve svém mládí byl mnichem, v roce 1774 vstoupil do řádu barnabitů, kde se stal učitelem filozofie. Postupně se přiklonil k racionalistické filozofii a jeho názory se dostaly do rozporu s katolickou vírou. V roce 1783 opustil klášter a odebral se do Lipska a později do Výmaru. V roce 1787 byl povolán za profesora do Jeny.
Přišel s konceptem „elementární filosofie“ (Elementarphilosophie), která ovlivnila zvláště Fichteho. Základním prvotním principem pro něj bylo „vědomí“. V závěru života se nadchl pro dílo Fichteho a Bardiliho a zdůrazňoval, že základní filozofické problémy je třeba řešit s pomocí lingvistiky, čímž předjímal dílo Fregeho a Wittgensteinovo. Stal se profesorem univerzity v Kielu, kde působil od roku 1793. Byl též významným zednářem. Ač byl původně katolíkem vychovaným jezuity, od roku 1780 dokonce knězem, konvertoval k protestantismu. Jeho blízkým přítelem byl Christoph Martin Wieland, s jehož dcerou se oženil a do jehož časopisu Der Teutsche Merkur přispíval. Tam také publikoval svých přelomových osm článků zvaných Briefe über die Kantische Philosophie (1786–1787) [Listy o Kantově filozofii].
Za jeho hlavní dílo bývá považován spis Versuch einer neuen Theorie des menschlichen Vorstellungsvermögen, 1789 [Pokus o novou teorii lidské schopnosti představivé].